# Rhynchosia reticulata
Rhynchosia reticulata är en ärtväxtart som först beskrevs av Olof Swartz, och fick sitt nu gällande namn av Dc. Rhynchosia reticulata ingår i släktet Rhynchosia och familjen ärtväxter.

## Underarter
Arten delas in i följande underarter:
- R. r. kuntzei
- R. r. reticulata